# Эрциния

Эрциния. Рукопись Моргановской библиотеки в Нью-Йорке

Эрциния (лат. Ercinee или Hercynia) — мифичeская птица, живущая, по представлениям средневековых бестиариев, в Герцинском лесу (возможно, образ основан на внешнем виде сойки). Начало этой легенде положил Плиний Старший в своей «Естественной истории», но считал рассказы о ней малоправдоподобными; у Исидора Севильского птице дано название и о ней говорится с большим доверием. Она светится в темноте, освещая себе путь. В некоторых легендах говорится, что люди могут путешествовать по лесу ночью благодаря перьям этой птицы. В более поздних легендах говорится об американской птице кукуйо (cucuio), на теле которой светятся две лампы.